# Maxmilián II. Habsburský
Maxmilián II. (31. července 1527 Vídeň – 12. října 1576 Řezno) byl císař římský, král český (korunován 1562), uherský (korunován 1563), markrabě moravský a arcivévoda rakouský. Vlády se ujal po smrti svého otce Ferdinanda I. 27. července 1564. V roce 1575 ústně potvrdil Českou konfesi.
Jako český panovník byl Maxmilián první (a jediný) toho jména, v domácí historiografii se však zaužívalo jeho číslování podle pořadí císařů římských (podobně jako např. u Karla IV. nebo Karla VI.).

## Život

### Dědic trůnu
Dne 13. září 1548 císař Karel V. oženil Maxmiliána se svou dcerou (Maxmiliánovou sestřenicí) Marií Španělskou v kastilském městě Valladolid. Tímto sňatkem chtěl jeho strýc posílit vazby se španělskou větví Habsburků, ale také upevnit katolickou víru svého synovce. Maxmilián dočasně působil jako císařův zástupce ve Španělsku, avšak ne jako místodržící habsburského Nizozemí, jak si přál. K jeho rozhořčení jmenoval král Ferdinand jeho mladšího bratra Ferdinanda Tyrolského správcem v Českém království, nicméně Maxmiliánovo právo na následnictví jako budoucího krále bylo uznáno v roce 1549. V prosinci 1550 se vrátil do Německa, aby se zúčastnil diskusí o říšském nástupnictví.

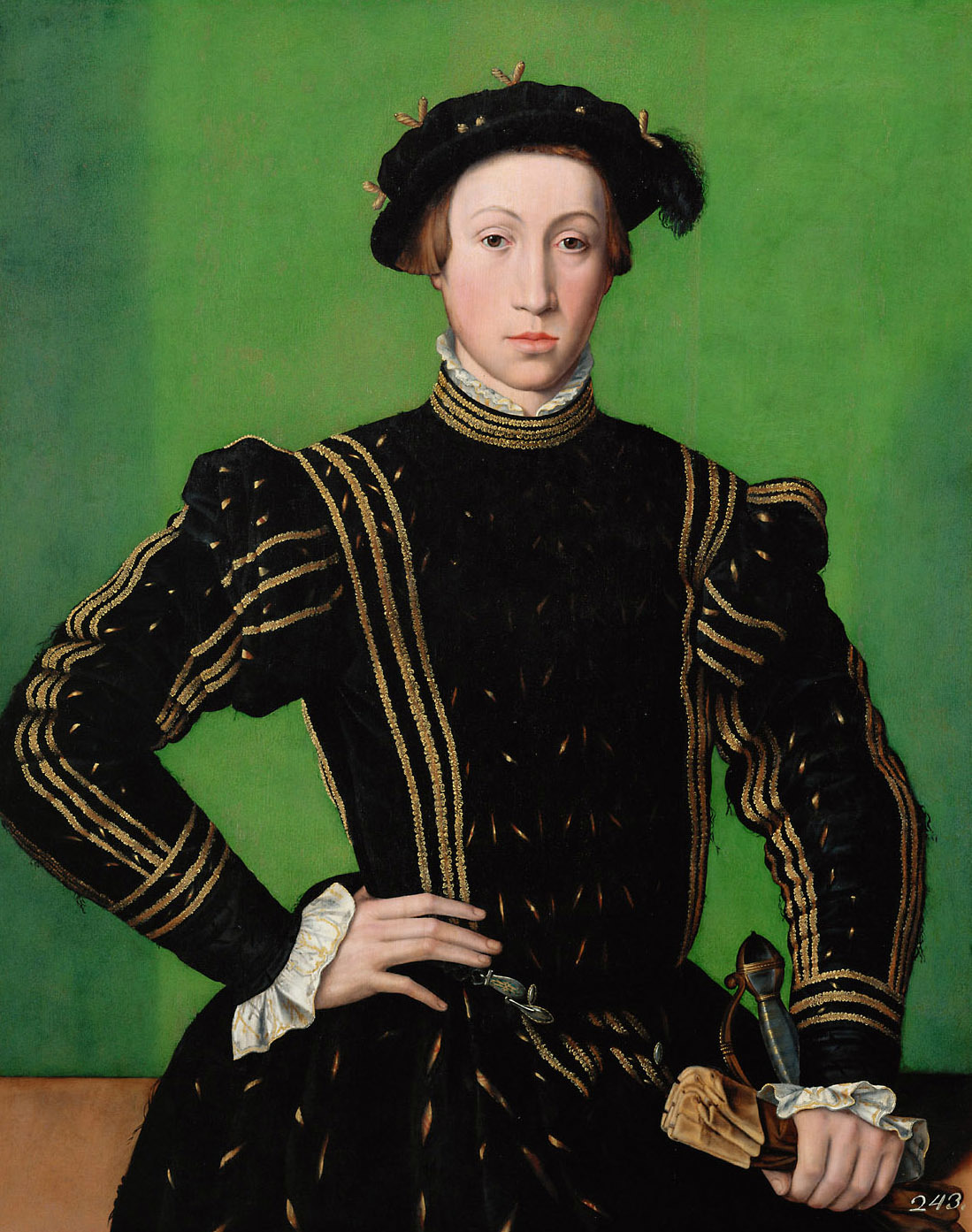
Arcivévoda Maxmilián, portrét od Williama Scrotse, kolem roku 1544

Maxmiliánovy vztahy s jeho strýcem se zhoršily, protože Karel V., který byl opět zaneprázdněn boji proti vzpurným protestantským knížatům vedeným saským kurfiřtem Mořicem, chtěl, aby ho jako císaře následoval jeho syn Filip II. Španělský. Proti tomuto návrhu se však postavili Karlův bratr Ferdinand, který byl již zvolen příštím císařem, i jeho syn Maxmilián. Maxmilián se snažil získat podporu německých knížat, jako byl Albrecht V. Bavorský, a dokonce kontaktoval protestantské vůdce, například Mořice Saského a Kryštofa Württemberského. Nakonec bylo dosaženo kompromisu: Filip měl po Ferdinandovi nastoupit na trůn, ale během jeho vlády měl Německo spravovat Maxmilián jako římský král. Tento plán však nebyl realizován, avšak jeho samotná existence vážně narušila do té doby harmonické vztahy mezi dvěma větvemi habsburské dynastie. Nemoc, která postihla Maxmiliána v roce 1552, byla přičítána otravě, údajně provedené v zájmu jeho bratrance a švagra Filipa II. Španělského.
Vztah mezi oběma bratranci byl napjatý. Zatímco Filip byl vychován jako Španěl a během svého života jen zřídka opouštěl království, Maxmilián se považoval za pravého německého prince a často projevoval silnou nechuť ke Španělům, které považoval za netolerantní a arogantní. Jeho bratranec byl zdrženlivý a plachý, zatímco Maxmilián byl společenský a charismatický. Jeho příklon k humanismu a náboženské toleranci ho stavěl do rozporu s Filipem, který byl oddán obraně katolické víry. Také byl považován za nadějného velitele, zatímco Filip válku neměl rád a pouze jednou osobně vedl armádu. Přesto oba zůstali oddáni jednotě své dynastie.

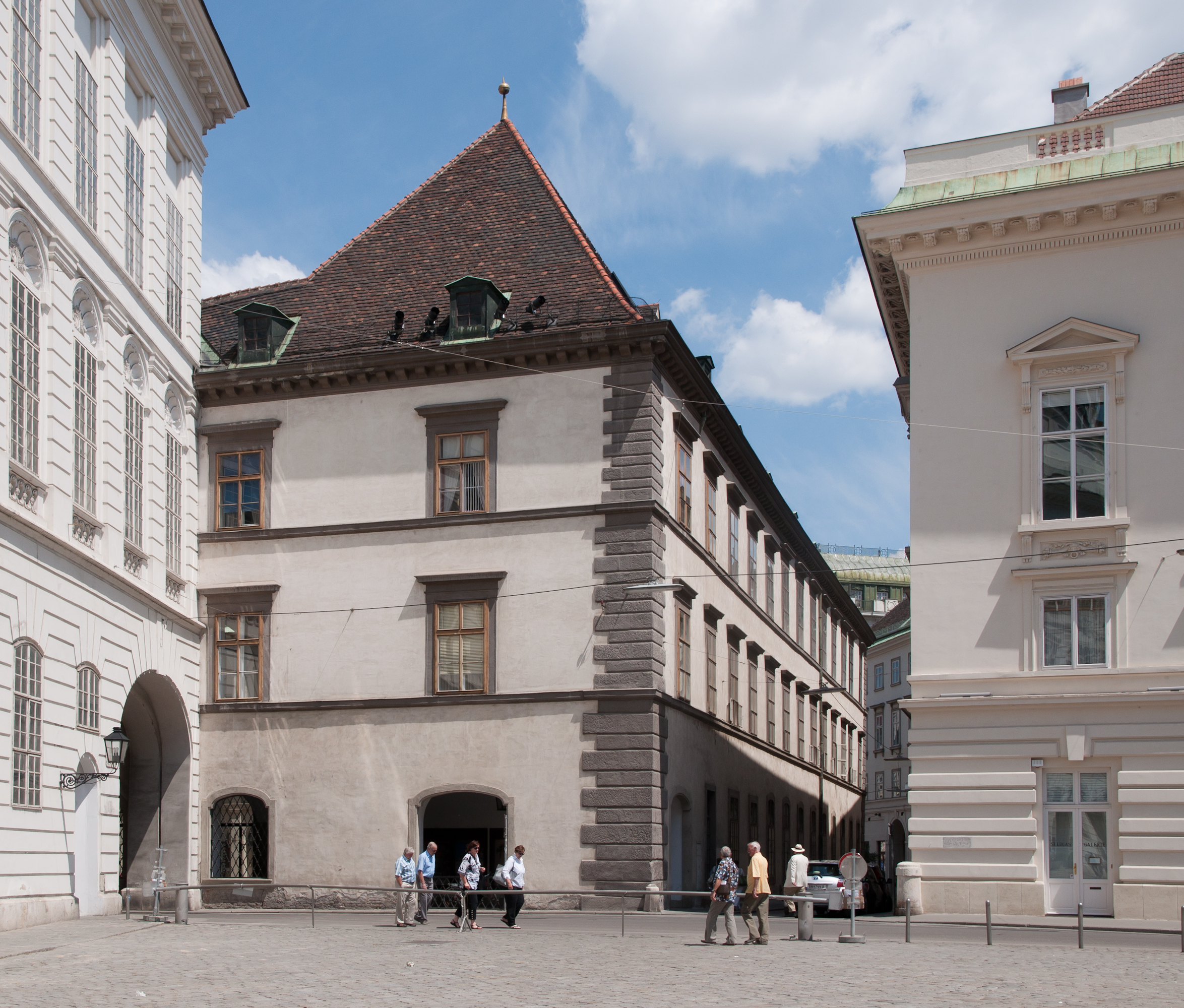
Stallburg

V roce 1551 se Maxmilián zúčastnil Tridentského koncilu a následující rok se usadil ve vídeňském Hofburgu, kde byl oslavován triumfálním návratem do města s početným doprovodem, včetně slona Sulejmana. Zatímco jeho otec Ferdinand uzavřel v roce 1552 Pasovský mír s protestantskými stavy a v roce 1555 konečně dosáhl Augšpurského míru, Maxmilián se především zabýval správou rakouských dědičných zemí a jejich obranou proti osmanským nájezdům. Ve Vídni nechal rozšířit Hofburg o renesanční křídlo Stallburg, které se později stalo sídlem Španělské jezdecké školy, a rovněž nařídil výstavbu paláce Neugebäude v Simmeringu. V 50. letech 16. století měla Vídeň více než 50 000 obyvatel, což z ní činilo největší město ve střední Evropě, spolu s Prahou a před Norimberkem (40 000 obyvatel).
Náboženské názory budoucího českého krále byly vždy poněkud nejisté a pravděpodobně se během svého mládí setkal s luteránstvím. Jeho přátelské vztahy s několika protestantskými knížaty, které začaly v době diskusí o nástupnictví, však pravděpodobně pramenily spíše z politických než z náboženských důvodů. Ve Vídni se však stal velmi blízkým Sebastianu Pfauserovi, dvornímu kazateli ovlivněnému Heinrichem Bullingerem, který měl silné luteránské sklony. Jeho náboženský postoj vzbuzoval u jeho otce obavy. Byly otevřeně vyjadřovány obavy, že definitivně opustí katolickou církev, a když se Ferdinand v roce 1558 stal císařem, byl připraven ujistit papeže Pavla IV., že jeho syn ho nebude následovat, pokud k tomu dojde. Nakonec Maxmilián zůstal formálně věrný katolické víře, i když jeho názory byly až do konce jeho života ovlivněny luteránstvím. Po několika odmítnutích v roce 1560 souhlasil s vyhoštěním Pfausera a znovu začal navštěvovat katolické mše.

### Vláda
V listopadu 1562 byl Maxmilián zvolen římským králem (někdy nazýván také německým králem) volbou kurfiřtského kolegia ve Frankfurtu, kde byl o několik dní později korunován. Před tím ujistil katolické kurfiřty o své věrnosti jejich víře a protestantským slíbil, že po nástupu na císařský trůn veřejně přijme Augsburské vyznání. Rovněž složil obvyklou přísahu o ochraně církve a jeho volbu následně potvrdil papež. Maxmilián byl prvním římským králem, který nebyl korunován v Cáchách. V září 1563 byl korunován uherským králem arcibiskupem ostřihomským, Mikulášem Oláhem. Po smrti svého otce v červenci 1564 nastoupil Maxmilián na císařský trůn a stal se zároveň králem uherským, chorvatským a českým.
Nový císař již dříve dával najevo, že považuje důkladnou reformu církve za nutnou. Nepodařilo se mu však získat souhlas papeže Pia IV. s povolením sňatků duchovních a v roce 1568 byla laikům odňata možnost podávání svátosti dvěma způsoby. Na oplátku však Maxmilián udělil náboženskou svobodu luteránské šlechtě a rytířstvu v Rakousku a odmítl povolit zveřejnění dekretů Tridentského koncilu. Protestanti s nadějemi očekávali Maxmiliánův první svolaný říšský sněm, který se sešel v Augsburgu v březnu 1566. Císař odmítl ustoupit požadavkům luteránských knížat. Přestože se na sněmu diskutovalo o nárůstu sektářství, nebyla přijata žádná rozhodná opatření k jeho potlačení. Jediným výsledkem sněmu bylo přidělení prostředků na válku s Turky, která právě znovu vypukla. Maxmilián shromáždil velkou armádu a vytáhl proti Osmanům. Ti v roce 1566 oblehli a dobyli Szigetvár, ale jejich sultán Sulejman Nádherný během obléhání zemřel stářím. Jelikož ani jedna strana nezískala rozhodující vítězství, Maxmiliánovi vyslanci Anton Vrančič a Christoph Teuffenbach se setkali s osmanským velkovezírem Sokollu Mehmedem Pašou v Adrianopoli, kde bylo v roce 1568 sjednáno příměří. Podmínky Adrianopolské smlouvy nutily císaře uznat osmanskou svrchovanost nad Sedmihradskem, Valašskem a Moldavskem.

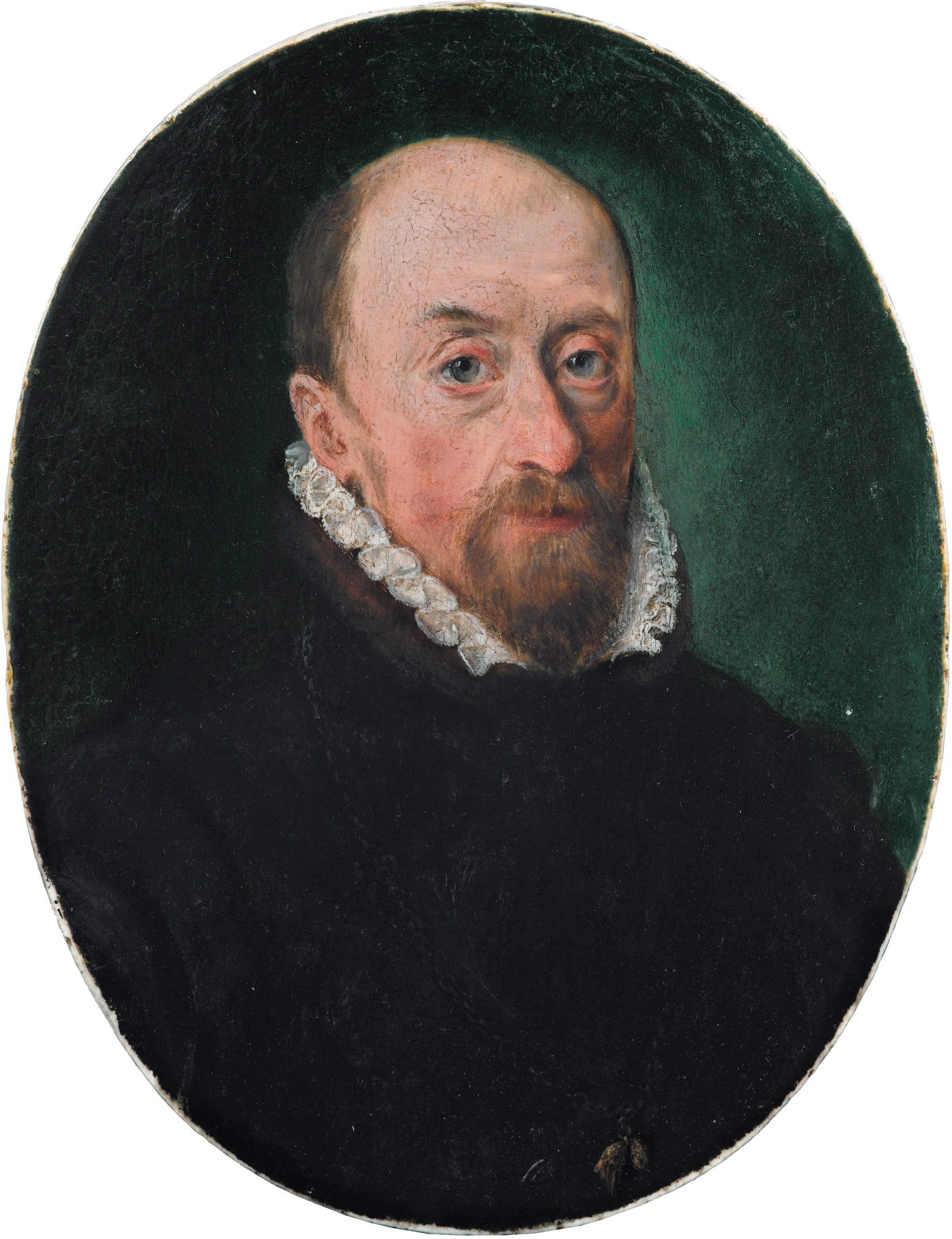
Maxmilián II. (Sofonisba Anguissola, cca 1580)

Mezitím se zlepšily vztahy mezi Maxmiliánem a Filipem II. Španělským a císařova zdrženlivější politika v náboženských otázkách byla bezpochyby ovlivněna tím, že smrt Filipova syna, Dona Carlose, otevřela cestu k případné nástupnické linii pro Maxmiliána nebo jeho syny. Dokladem této blízkosti bylo, že v roce 1570 se Maxmiliánova dcera Anna stala Filipovou čtvrtou manželkou. Maxmilián však nedokázal zmírnit tvrdé kroky španělského krále vůči povstalcům v Nizozemí.
V roce 1570 Maxmilián svolal sněm ve Špýru, kde požadoval pomoc na obranu východních hranic a rovněž pravomoc zasahovat proti nepokojům, které způsobovali vojáci cizích mocností procházející Německem. Navrhl, aby k náboru vojáků pro cizí služby bylo potřeba císařského souhlasu. Stavy však nebyly ochotny posilovat císařskou autoritu – protestantská knížata to vnímala jako pokus zabránit jim v podpoře svých souvěrců ve Francii a Nizozemí – a návrh nebyl přijat, i když na obranu Rakouska byly určité prostředky schváleny. Náboženské požadavky protestantů zůstaly nevyslyšeny a toleranční politika nepřinesla v Rakousku mír.
Maxmiliánova moc byla velmi omezená – nebyla to neochota, ale neschopnost, která mu zabránila vyhovět žádostem papeže Pia V., aby se účastnil útoku proti Turkům, a to jak před, tak po bitvě u Lepanta v roce 1571. Během ohrožení autority říše ve východní Evropě zůstal nečinný.
V roce 1576 byl Maxmilián zvolen částí polských a litevských magnátů za krále Polska jako protikandidát Štěpánovi Báthorymu, ale nezískal dostatečnou podporu a byl nucen Polsko opustit.
Maxmilián zemřel 12. října 1576 v Řezně při přípravách na výpravu do Polska. Na smrtelné posteli odmítl přijmout svátosti. Je pochován v katedrále sv. Víta v Praze.
Se svou manželkou Marií měl deset synů a šest dcer. Nástupcem se stal jeho nejstarší přeživší syn Rudolf, který byl již v říjnu 1575 zvolen římským králem. Další syn, Matyáš, se rovněž stal císařem. Tři další – Arnošt, Albrecht a Maxmilián – se podíleli na správě habsburských území či Nizozemí. Jeho nejstarší dcera Anna se provdala za Filipa II. Španělského, další dcera Alžběta za Karla IX. Francouzského.

## Katolictví a protestantství
Mládí Maxmilián II. strávil v rakouském Innsbrucku, kde také studoval. Byl nadaným žákem a plynule mluvil španělsky, francouzsky, latinsky, maďarsky a italsky. Už v mládí projevoval nadšení pro humanistické ideje a renesanční umění. Pod vlivem evangelických učitelů začal sympatizovat s nekatolickým vyznáním. Navazoval také přátelství s členy německé protestantské šlechty. V době, kdy byli Habsburkové tvrdými zastánci katolické víry, se právě k Maxmiliánovi upíraly naděje protestantů.
Právě proto, že Maxmilián od mládí projevoval sympatie k nekatolickému vyznání, se ho rozhodl jeho otec Ferdinand společně se svým bratrem, císařem Karlem V., oženit s Karlovou dcerou, katolickou španělskou infantkou Marií. Z manželství s Marií Španělskou se narodilo 16 potomků.
Maxmilián II. brzy pochopil, že přikloněním k protestantům by mnoho nezískal, a tak v únoru roku 1562 v Praze složil před svými příbuznými slavnostní přísahu věrnosti katolické církvi. Titulárním českým králem byl od roku 1549, a 14. května roku 1562 jím byl korunován. 24. listopadu 1562 byl zvolen králem římskoněmeckým. 8. září roku 1563 byl v Prešpurku (dnešní Bratislavě) korunován uherským králem.
Maxmilián II. měl velkou zálibu v chovu divokých zvířat, jak se dovídáme z dopisu vévodovi parmskému, od kterého žádá zaslání několika párů divokých koní (asi tarpanů) a dalších zvířat pro svůj zvěřinec. Císař Maxmilián II. nechal pak roku 1560 postavit velkou jednopatrovou budovu, ve které bylo v přízemí množství kotců s výběhy. Tato stavba byla vybudována na severní straně Pražského hradu za Jelením příkopem a nazvána Lví dvůr, později přejmenována na Medvědí dvůr. Císař nechal přivézt kromě různých šelem i ptáky a velké plazy.
Maxmiliánovou snahou byla především stabilita v habsburském soustátí, a tak byl nucen balancovat požadavky svých nekatolických poddaných s tlaky Madridu a Vatikánu. V roce 1568 povolil šlechtě v Dolním Rakousku nekatolické vyznání.

## Maxmilián a Uhersko
V letech 1566 až 1568 vedl Maxmilián válku s Osmanskou říší. Sultán Sulejman I. v srpnu 1566 oblehl pevnost Szigetvár, která bránila osmanským vojskům v postupu na Vídeň. Při obraně hradu zahynul jeho velitel Mikuláš Zrinský s většinou svých mužů, ale kampaň byla nakonec i přes obsazení Szigetváru ukončena, protože v září 1566 sultán zemřel. Na obranu Uherska zorganizoval Maxmilián velkou výpravu (víc než 100 tisíc vojáků) a vypravil se s nimi do Uher. Výprava ovšem skončila neúspěchem. Na základě míru z roku 1568 byl Maxmilián nucen platit Turkům roční rentu 30 000 dukátů.
Válka s Turky odhalila ekonomické nedostatky zejména východní části říše. Uhersko bylo dlouholetým osmanským pustošením i zanedbaným hospodařením ve špatném stavu a značně zadlužené. Ve snaze oživit hospodářství vydal Maxmilián 15. května 1565 CONSTITUTIO MAXIMILIANA SEU NORMA SILVAS CAMERALES PROPAGANDI ET COLENDI (Maxmiliánovo nařízení neboli lesní předpis). Druhým významným dokumentem, jehož cílem bylo posílení hospodářství, bylo v roce 1571 těžební nařízení pro středoslovenská města.

## Maxmilián II. jako český král

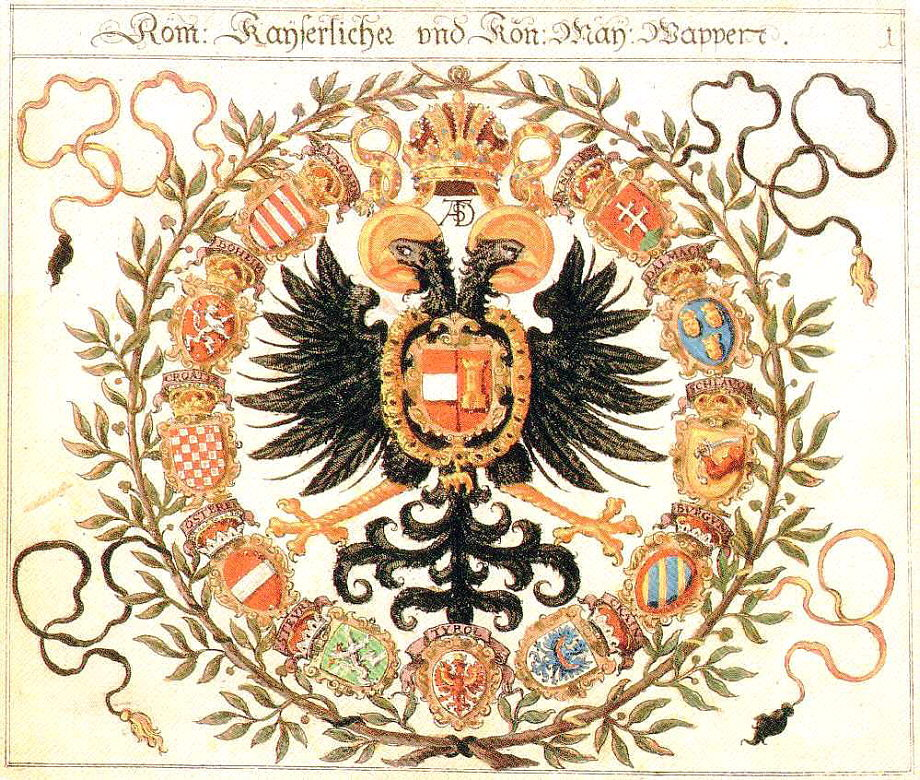
Znak Maxmiliána II.

Čeští novoutrakvisté, kteří tvořili většinu obyvatel, luteráni a Jednota bratrská naléhali na Maxmiliána, aby zrušil kompaktáta, protože byla zastaralá. Svou koncepcí vyhovovala pouze starokališníkům, kterých bylo málo. Kompaktáta byla zrušena papežem a roku 1575 je nahradil nový dokument – Česká konfese. Ta byla kompromisem mezi požadavky všech protestantských vyznání zastoupených na našem území a zaručovala rozsáhlé svobody. Maxmilián Českou konfesi nepodepsal, ale slíbil, že ji bude dodržovat. Česká šlechta na oplátku zaručila následnictví trůnu pro nejstaršího syna Rudolfa II.
Jako český král byl Maxmilián II. také velmi vstřícný k českým Židům. V roce 1567 potvrdil židovská privilegia a vydal majestát uvolňující dosavadní omezení židovského obchodu a podnikání a přislíbil, že Židé nebudou nikdy z království vypovězeni. Zároveň však vykázal židovské obce ze všech horních měst. Roku 1571 císař i s manželkou a svými dvořany navštívil Pražské židovské město, kde přijal rabínské požehnání.
Maxmiliánův následník Rudolf II. byl vychován na španělském dvoře nekompromisního katolíka Filipa II. Habsburského a během jeho vlády tedy posilovala katolická, tzv. španělská strana. Teprve po nátlaku ze strany českých stavů vydal Rudolfův majestát, který zajišťoval rozsáhlé náboženské svobody pro české země.

## Zavedení primogenitury v rakouských zemích
Maxmilián nevládl ve všech rakouských zemích ovládaných Habsburky. V Rakousku totiž dosud neplatil princip primogenitury, kdy se dědicem a nástupcem stává nejstarší syn. Území dnešního Rakouska se v minulosti vícekrát dělilo mezi několik potomků. Císař Ferdinand I., který získal vládu ve všech rakouských zemích, svojí závětí tyto země rozdělil rovným dílem mezi své tři syny. Maxmilián získal vládu v Horních a Dolních Rakousích.
Protože měl Maxmilián v době své smrti šest žijících synů a byl si vědom možných problémů, rozhodl se předejít dalšímu rozdělení zemí. Změnil proto nástupnický princip v Horních a Dolních Rakousích (jako první z habsburských vladařů v rakouských zemích). Vládu v obou zemích proto zdědil pouze nejstarší syn Rudolf, ostatním náležela přiměřená roční apanáž.

## Závěr vlády
Celým obdobím Maxmiliánovy vlády se táhl jeho zájem na zachování stability habsburského soustátí za cenu ústupků pro nekatolíky. Současně však nechtěl vyvolávat rozpory s představiteli katolického náboženství. Tento zvláštní stav byl nazván kompromisním katolicismem.
V roce 1575 byl Maxmilián II. částí polských stavů zvolen polským králem, jako protikrál proti Štěpánu Bathorymu. Nakonec ale musel Polsko opustit, protože nebyl všeobecně přijat. V září 1576, během jednání říšského sněmu v Řezně, kde projednával možnost tažení do Polska, Maxmilián II. těžce onemocněl a 12. října téhož roku zemřel, pravděpodobně v důsledku selhání srdce. Před smrtí odmítl podstoupit katolické obřady zpovědi a posledního pomazání, což bylo současníky chápáno jako vyjádření příklonu k reformaci.[zdroj?] Tělo zesnulého bylo převezeno z Řezna do kláštera Wilhering nedaleko Lince a poté do Prahy. Tam bylo vystavěno v kostele sv. Jakuba na Starém městě. Pohřeb se uskutečnil 23. března 1577, kdy bylo tělo přeneseno na Pražský hrad a pochováno vedle svých rodičů v chrámu sv. Víta na Pražském hradě.

## Potomci

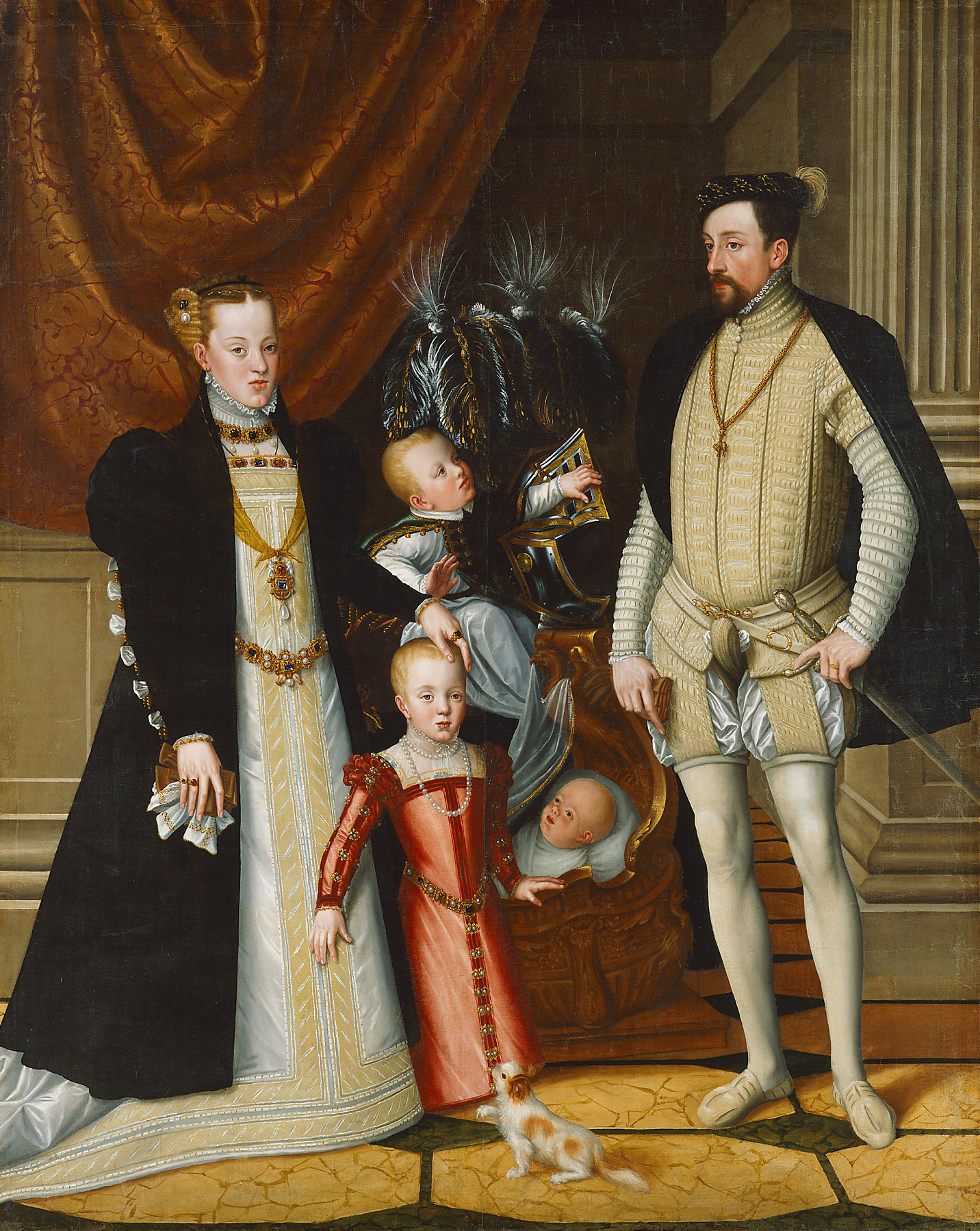
Giuseppe Arcimboldo, Maxmilián II. s rodinou, olej na plátně, 1553.

Maxmilián se roku 1548 oženil se svou sestřenicí Marií (1528–1603), dcerou císaře Karla V., a měl s ní tyto děti:
- Anna (2. listopadu 1549 – 26. října 1580), ⚭ 1570 Filip II. Španělský (21. května 1527 – 13. září 1598), král španělský, neapolský a sicilský, portugalský, chilský a vévoda burgundský a milánský
- Ferdinand (28. března 1551 – 16. června 1552), rakouský arcivévoda
- Rudolf (V.) II., (18. července 1552 – 20. ledna 1612), císař Svaté říše římské, český, uherský a chorvatský král a rakouský arcivévoda
- Arnošt (15. července 1553 – 12. února 1595), nizozemský místodržitel, svobodný a bezdětný
- Alžběta (5. července 1554 – 22. ledna 1592), ⚭ 1570 Karel IX. (27. června 1550 – 30. května 1574), francouzský král od roku 1560 až do své smrti
- Marie (27. července 1555 – 28. června 1556), rakouská arcivévodkyně
- Matyáš (24. února 1557 – 20. března 1619), císař Svaté říše římské, český, uherský a chorvatský král, moravský markrabě a rakouský arcivévoda, ⚭ 1611 Anna Tyrolská (4. října 1585 – 14. prosince 1618)
- syn (*/† 20. října 1557)
- Maxmilián (12. října 1558 – 2. listopadu 1618), velmistr řádu německých rytířů
- Albrecht (13. listopadu 1559 – 13. července 1621), arcibiskup toledský, portugalský vicekrál a nizozemský místodržitel ⚭ 1599 Isabela Klára Evženie (12. srpna 1566 – 1. prosince 1633), dcera španělského a portugalského krále Filipa II. (I.) a francouzské princezny Alžběty z Valois
- Václav (9. března 1561 – 22. září 1578), rakouský arcivévoda, velkopřevor řádu maltézských rytířů, svobodný a bezdětný
- Fridrich (21. června 1562 – 25. ledna 1563), rakouský arcivévoda
- Marie (*/† 1564), rakouská arcivévodkyně
- Karel (26. září 1565 – 23. května 1566), rakouský arcivévoda
- Markéta (25. ledna 1567 – 5. července 1633), jeptiška
- Eleonora (4. listopadu 1568 – 12. března 1580), rakouská arcivévodkyně

## Vývod z předků
|                          |                           |  |                       |                                        |  |  |  |  |  |  |  | Fridrich III. Habsburský |
|                          |                           |  |                       |                                        |  |  |  |  |  |  |  |                          |
|                          | Maxmilián I. Habsburský   |  |                       |                                        |  |  |  |  |  |  |  |                          |
|                          |                           |  |                       |                                        |  |  |  |  |  |  |  |                          |
|                          |                           |  |                       | Eleonora Portugalská                   |  |  |  |  |  |  |  |                          |
|                          |                           |  |                       |                                        |  |  |  |  |  |  |  |                          |
|                          | Filip I. Kastilský        |  |                       |                                        |  |  |  |  |  |  |  |                          |
|                          |                           |  |                       |                                        |  |  |  |  |  |  |  |                          |
|                          |                           |  |                       | Karel Smělý                            |  |  |  |  |  |  |  |                          |
|                          |                           |  |                       |                                        |  |  |  |  |  |  |  |                          |
|                          | Marie Burgundská          |  |                       |                                        |  |  |  |  |  |  |  |                          |
|                          |                           |  |                       |                                        |  |  |  |  |  |  |  |                          |
|                          |                           |  |                       | Isabela Bourbonská                     |  |  |  |  |  |  |  |                          |
|                          |                           |  |                       |                                        |  |  |  |  |  |  |  |                          |
|                          | Ferdinand I. Habsburský   |  |                       |                                        |  |  |  |  |  |  |  |                          |
|                          |                           |  |                       |                                        |  |  |  |  |  |  |  |                          |
|                          |                           |  |                       | Jan II. Aragonský                      |  |  |  |  |  |  |  |                          |
|                          |                           |  |                       |                                        |  |  |  |  |  |  |  |                          |
|                          | Ferdinand II. Aragonský   |  |                       |                                        |  |  |  |  |  |  |  |                          |
|                          |                           |  |                       |                                        |  |  |  |  |  |  |  |                          |
|                          |                           |  |                       | Juana Enríquez                         |  |  |  |  |  |  |  |                          |
|                          |                           |  |                       |                                        |  |  |  |  |  |  |  |                          |
|                          | Jana I. Kastilská         |  |                       |                                        |  |  |  |  |  |  |  |                          |
|                          |                           |  |                       |                                        |  |  |  |  |  |  |  |                          |
|                          |                           |  |                       | Jan II. Kastilský                      |  |  |  |  |  |  |  |                          |
|                          |                           |  |                       |                                        |  |  |  |  |  |  |  |                          |
|                          | Isabela I. Kastilská      |  |                       |                                        |  |  |  |  |  |  |  |                          |
|                          |                           |  |                       |                                        |  |  |  |  |  |  |  |                          |
|                          |                           |  |                       | Isabela Portugalská                    |  |  |  |  |  |  |  |                          |
|                          |                           |  |                       |                                        |  |  |  |  |  |  |  |                          |
| Maxmilián II. Habsburský |                           |  |                       |                                        |  |  |  |  |  |  |  |                          |
|                          |                           |  |                       |                                        |  |  |  |  |  |  |  |                          |
|                          |                           |  | Vladislav II. Jagello |                                        |  |  |  |  |  |  |  |                          |
|                          |                           |  |                       |                                        |  |  |  |  |  |  |  |                          |
|                          | Kazimír IV. Jagellonský   |  |                       |                                        |  |  |  |  |  |  |  |                          |
|                          |                           |  |                       |                                        |  |  |  |  |  |  |  |                          |
|                          |                           |  |                       | Žofie Litevská                         |  |  |  |  |  |  |  |                          |
|                          |                           |  |                       |                                        |  |  |  |  |  |  |  |                          |
|                          | Vladislav Jagellonský     |  |                       |                                        |  |  |  |  |  |  |  |                          |
|                          |                           |  |                       |                                        |  |  |  |  |  |  |  |                          |
|                          |                           |  |                       | Albrecht II. Habsburský                |  |  |  |  |  |  |  |                          |
|                          |                           |  |                       |                                        |  |  |  |  |  |  |  |                          |
|                          | Alžběta Habsburská        |  |                       |                                        |  |  |  |  |  |  |  |                          |
|                          |                           |  |                       |                                        |  |  |  |  |  |  |  |                          |
|                          |                           |  |                       | Alžběta Lucemburská                    |  |  |  |  |  |  |  |                          |
|                          |                           |  |                       |                                        |  |  |  |  |  |  |  |                          |
|                          | Anna Jagellonská          |  |                       |                                        |  |  |  |  |  |  |  |                          |
|                          |                           |  |                       |                                        |  |  |  |  |  |  |  |                          |
|                          |                           |  |                       | Jean I de Foix-Grailly, Earl of Kendal |  |  |  |  |  |  |  |                          |
|                          |                           |  |                       |                                        |  |  |  |  |  |  |  |                          |
|                          | Gaston II. z Foix-Candale |  |                       |                                        |  |  |  |  |  |  |  |                          |
|                          |                           |  |                       |                                        |  |  |  |  |  |  |  |                          |
|                          |                           |  |                       | Margaret de la Pole                    |  |  |  |  |  |  |  |                          |
|                          |                           |  |                       |                                        |  |  |  |  |  |  |  |                          |
|                          | Anna de Foix a Candale    |  |                       |                                        |  |  |  |  |  |  |  |                          |
|                          |                           |  |                       |                                        |  |  |  |  |  |  |  |                          |
|                          |                           |  |                       | Gaston IV z Foix                       |  |  |  |  |  |  |  |                          |
|                          |                           |  |                       |                                        |  |  |  |  |  |  |  |                          |
|                          | Kateřina z Foix-Candale   |  |                       |                                        |  |  |  |  |  |  |  |                          |
|                          |                           |  |                       |                                        |  |  |  |  |  |  |  |                          |
|                          |                           |  |                       | Eleonora I. Navarrská                  |  |  |  |  |  |  |  |                          |
|                          |                           |  |                       |                                        |  |  |  |  |  |  |  |                          |